# Herman Vrijders
Herman Vrijders (Steenhuffel, 29 juli 1946 - Malderen, 16 juli 2022) was een Belgisch beroepsrenner tussen 1968 en 1978.
Hij was nationaal kampioen bij de nieuwelingen op de weg en bij de amateurs op de baan als achtervolger. Als beroepsrenner won hij een veertigtal wedstrijden waaronder het Kampioenschap van Vlaanderen te Koolskamp (1973) en de Dr. Tistaertprijs te Zottegem (1977).

## Erelijst
- 1964 - Nieuweling

Nationaal Kampioen op de weg in Tertre
- 1965 - Amateur

Nationaal Kampioen op de baan - Achtervolging
- 1968 - Smiths

Oostduinkerke
- 1969 - Faema

Boom
Buggenhout
GP Fina - Fayt-le-Franc
Houthulst
Omloop van Midden-Brabant
Ruiselede
- 1970 - Geens - Watneys

Baasrode
Brussel - Ingooigem
Buggenhout
Omloop van Midden-Brabant
Steenhuffel
Willebroek
Lokeren
- 1971 - Watneys-Avia

Ruddervoorde
Schaal Sels
- 1972 - Goldor-IJsboerke

Buggenhout
Erembodegem-Terjoden
Falisolle
Oplinter
Sint-Amands
- 1973 - IJsboerke-Bertin

Baasrode
Kampioenschap van Vlaanderen - Koolskamp
Mariakerke
Meise
- 1974 - MIC- Ludo-De Gribaldy

Merchtem
Willebroek
Lessines
GP Zele
- 1975 - Miko-De Gribaldy / Alsaver-Jeunet-De Gribaldy

Aalter
Buggenhout
- 1976 - Miko-de Gribaldy-Superia

Dendermonde
- 1977 - Maes- Mini Flat

Baasrode
Bredene
Zottegem - Dr Tistaertprijs
Zwijndrecht
- 1978 - Mini Flat - Boule d'Or

## Resultaten in voornaamste wedstrijden
| Jaar | Ronde van Italië | Ronde van Frankrijk | Ronde van Spanje |
| ---- | ---------------- | ------------------- | ---------------- |
| 1968 |                  |                     |                  |
| 1969 |                  |                     |                  |
| 1970 |                  |                     |                  |
| 1972 |                  |                     |                  |
| 1974 |                  |                     |                  |
| 1975 |                  |                     | 54e              |
| 1976 |                  |                     | opgave           |

| Jaar | Gent-Wevelgem | Ronde van Vlaanderen | Parijs-Roubaix | Parijs-Tours |
| ---- | ------------- | -------------------- | -------------- | ------------ |
| 1968 |               |                      |                | 22e          |
| 1969 |               |                      |                | 38e          |
| 1970 |               | 35e                  |                | 19e          |
| 1972 | 56e           | 37e                  |                | 75e          |
| 1974 | 42e           |                      | 9e             | 47e          |
| 1975 | 20e           |                      | 35e            |              |
| 1976 | 54e           |                      |                |              |